# Friedrich Casimir von Gemmingen
Friedrich Casimir von Gemmingen (* 22. Oktober 1694 auf Burg Guttenberg; † 25. Juni 1744 in Wetzlar) war brandenburg-ansbachischer Kammerjunker und Hofrat sowie Assessor des fränkischen Reichskreises beim Reichskammergericht in Wetzlar.

## Leben
Er war ein Sohn des baden-durlachschen Kammerjunkers und Oberstallmeisters Friedrich Christoph von Gemmingen (1670–1702) und der Benedikta Helena von Gemmingen (1674–1746). Sein Erzieher war der spätere württembergische Konsistorialrat Johann Caspar Malsch. 1708 trat er in die Fürstenschule in Halle ein, ab 1714 studierte er in Halle und Gießen. Anschließend absolvierte er bis 1719 eine Kavalierstour durch Holland, England und Frankreich. Danach besuchte er den kaiserlichen, den kurmainzischen, den kurpfälzischen, den kurhannöverschen und den württembergischen Hof. 1731 wurde er Kammerjunker und Hofrat am Hof von Brandenburg-Ansbach. Ab 1740 war er als Gesandter des Fränkischen Reichskreises Assessor beim Reichskammergericht in Wetzlar, wo er an einer fiebrigen Erkältung starb und auch beigesetzt wurde.
Seine Frau erzog die Kinder in Heilbronn und zog 1763 zu ihrem Sohn Karl Friedrich Reinhard von Gemmingen nach Ansbach, wo sie 1783 verstarb.

## Familie
Er war ab 1748 verheiratet mit Eleonore Charlotte von Woellwarth (1718–1783), die nach dem frühen Tod ihrer Mutter auf Burg Guttenberg erzogen worden war. Das Paar begründete den 1. Zweig (Bonfeld Oberschloss) innerhalb des 2. Astes (Bonfeld) der II. Linie (Gemmingen, Guttenberg) der Freiherren von Gemmingen.
Nachkommen:
- Henriette Sophia (* 1740) ⚭ Frh. von Fleckenbühl gen. Bürgel
- Karoline Benedicta (1741–1806), Stiftsdame in Bassum
- Karl Friedrich Reinhard (1739–1822) ⚭ Philippine Magdalene von Woellwarth (1750–1825)